# W.A.R. (We Are Renegades)
Albums de Pharoahe Monch
Desire
(2007) PTSD: Post Traumatic Stress Disorder
(2014)
Singles
1. Shine
Sortie : 27 juillet 2010
2. Clap (One Day)
Sortie : 18 janvier 2011
3. Black Hand Side
Sortie : 3 mars 2011
4. Assassins
Sortie : 15 mars 2011

W.A.R. (We Are Renegades) est le troisième album studio de Pharoahe Monch, sorti le 22 mars 2011.
L'album s'est classé 7e au Top Rap Albums, 9e au Top Independent Albums, 14e au Top R&B/Hip-Hop Albums et 55e au Billboard 200.

## Liste des titres
| No  | Titre                                                    | Contient un (des) sample(s) de | Durée |
| --- | -------------------------------------------------------- | --- | ----- |
| 1.  | The Warning (featuring Idris Elba)                       | | 0:52  |
| 2.  | Calculated Amalgamation                                  | Theme of Exodus d'Ernest Gold | 2:48  |
| 3.  | Evolve                                                   | Ghost Weed (Skit) de De La Soul featuring Pharoahe Monch                                                                                            | 2:40  |
| 4.  | W.A.R. (featuring Immortal Technique et Vernon Reid)     | | 4:25  |
| 5.  | Clap (One Day) (featuring Showtyme et DJ Boogie Blind)   | Walking on My Love de Willie Hutch JD's Gaffilin' (Part 2) d'Ice Cube Behind Closed Doors de Pharoahe Monch Eric B. For President d'Eric B. & Rakim | 3:30  |
| 6.  | Black Hand Side (featuring Styles P. et Phonte)          | He's Just a Little Guy de Barbara Acklin | 4:31  |
| 7.  | Let My People Go                                         | | 3:55  |
| 8.  | Shine (featuring Mela Machinko)                          | | 4:08  |
| 9.  | Haile Selassie Karate (featuring Mr. Porter)             | | 2:23  |
| 10. | The Hitman                                               | | 3:25  |
| 11. | Assassins (featuring Jean Grae et Royce da 5'9")         | | 4:32  |
| 12. | The Grand Illusion (Circa 1973) (featuring Citizen Cope) | The Court of the Crimson King de King Crimson | 5:16  |
| 13. | Still Standing (featuring Jill Scott)                    | | 5:18  |